# 俄羅斯—塞爾維亞關係
俄罗斯-塞尔维亚关系（俄语：российско-сербские отношения）是指塞尔维亚和俄罗斯之间的双边外交关系。1838年，奥斯曼帝国的塞尔维亚公国与俄罗斯帝国建立了正式关系。在苏联解体后，南斯拉夫社会主义联邦共和国于1991年12月通过总统关于承认前苏联各共和国的决定承认了俄罗斯。塞尔维亚在莫斯科设有大使馆，俄罗斯在贝尔格莱德设有大使馆，并在普里什蒂纳设有科索沃特派团联络处。塞尔维亚还宣布晚些时候在叶卡捷琳堡开设总领事馆。
南斯拉夫王国与苏联之间的外交关系于1940年6月24日建立，塞尔维亚和俄罗斯联邦承认两国间签署的所有国家间文件的连续性。过去签署的双边条约、协议和议定书约有70项。迄今为止，塞尔维亚和俄罗斯联邦签署并批准了43项双边协定和条约，涉及不同领域的相互合作。
根据人口普查，有3,247名俄罗斯族人生活在塞尔维亚（2011年），有3,510名塞尔维亚人拥有俄罗斯国籍（2010年）。
塞尔维亚和俄罗斯都是斯拉夫和东正教为主的国家，相互之间有很强的文化亲和力。尽管塞尔维亚试图融入西方世界，但对俄政策一直在强力维持。

## 历史

### 中世纪

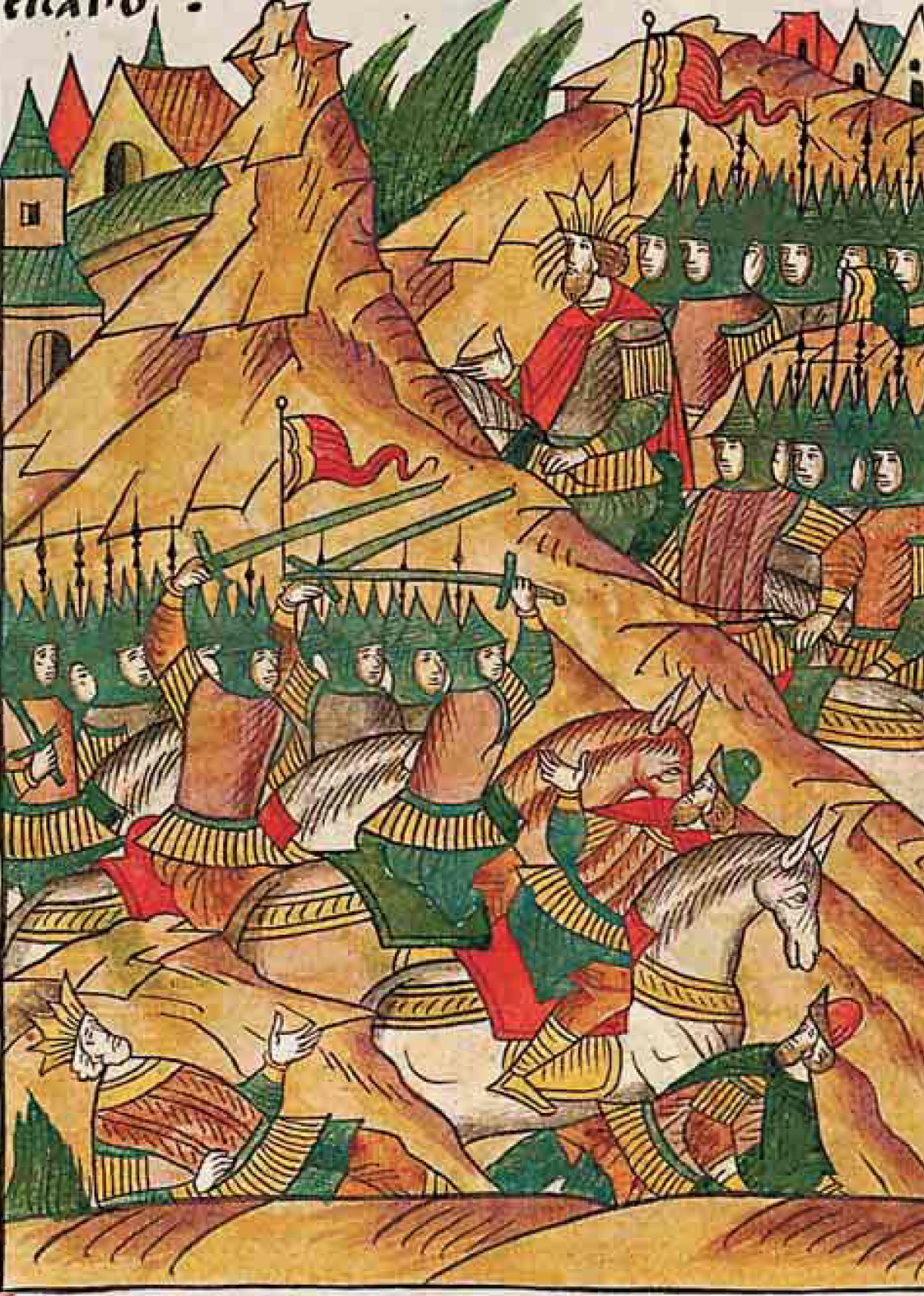
科索沃战役（1389年）缩影，伊凡雷帝编年史插图（1567年）

14世纪奥斯曼帝国入侵塞尔维亚后，有很多塞尔维亚难民在俄罗斯避难。塞尔维亚人拉扎尔（在俄罗斯建造了第一个公共机械钟）和塞尔维亚人帕乔米乌斯（圣徒学家和翻译家）是俄罗斯中世纪历史上著名的塞尔维亚人。俄国皇帝伊凡雷帝的母亲埃琳娜·格林斯卡娅是塞尔维亚人。东正教的圣萨瓦崇拜是16世纪在俄罗斯建立的。

### 18世纪
在1750年代，奥地利上校伊凡·霍瓦特主導起一個移民運動，將大量主要來自哈布斯堡領土（塞爾維亞邊防團區域）的東正教塞爾維亞人，遷移至新塞爾維亞的俄罗斯军事边境地区（主要在现在的乌克兰基罗沃拉德州），以及斯拉夫塞爾維亞（主要是现在的乌克兰卢甘斯克州）。1764年，这两个地区都并入了俄罗斯的新罗西亚省。

### 19世纪至1900年代
1806年末，奥斯曼帝国与拿破仑结盟，遭到俄国和英国的攻击，于是开始寻求满足以卡拉乔尔杰·彼得罗维奇领导的塞尔维亚叛军的要求。与此同时，俄罗斯人向塞尔维亚人提供援助与合作。塞尔维亚人接受了俄罗斯人提出的在奥斯曼帝国统治下的自治提议，并于1807年7月与俄罗斯帝国签署了联盟协议：卡拉乔尔杰将接受武器、军事和医疗援助。尽管如此，1812年5月俄国与土耳其达成的和解协议有效地为土耳其重新占领塞尔维亚提供了条件，第一次塞尔维亚起义在1813年10月被断然镇压。第二次塞尔维亚起义（1815年4月- 1817年7月）使得塞尔维亚在奥斯曼帝国内实现了塞尔维亚的自治，并通过俄罗斯-土耳其阿克曼公约（1826年10月，于克拉古耶瓦茨大教堂在米洛什·奥布雷诺维奇一世的见证下庄严宣布）和阿德里安堡条约得到国际承认。塞尔维亚因此被置于俄罗斯的保护之下，尽管俄罗斯无法像在瓦拉几亚和摩尔达维亚那样实施控制塞尔维亚，这些领土也在《阿克曼公约》中处理。塞尔维亚的自治权在1828年被奥斯曼苏丹短暂废除，然后在1829年重新授予。俄罗斯的保护被承认，直到1856年俄罗斯在克里米亚战争中战败后被废除。

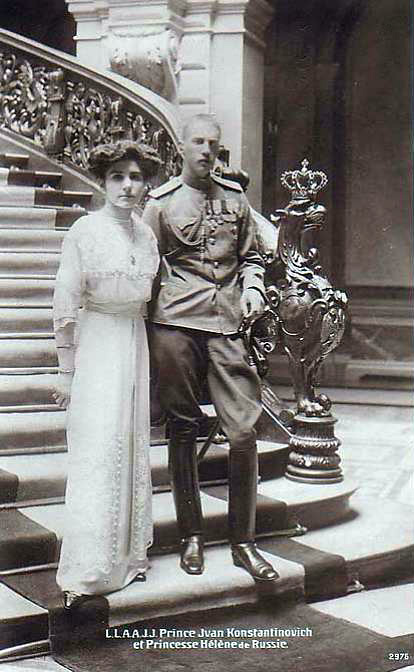
伊莲娜公主（来自卡拉乔杰维奇王朝）和伊万·康斯坦丁诺维奇

1838年2月，米洛什·奥布雷诺维奇一世王子在他位于克拉古耶瓦茨的住所接见了俄罗斯第一任领事格拉西姆·瓦什琴科。
1876年6月，塞尔维亚和黑山公国宣布独立，并向奥斯曼帝国开战。1878年3月塞尔维亚取得胜利，战争最终结束，而俄国也卷入了自己与土耳其的战争，两场战争的最终解决方案是由列强在柏林会议上决定的。《柏林条约》(1878年7月)的审议和决定受到奥匈帝国的安德拉希·久洛的影响，承认了塞尔维亚的独立，但使塞尔维亚的统治阶级对俄罗斯不满，认为俄罗斯牺牲塞尔维亚的利益来支持新建立的保加利亚公国。
与安德拉希的想法一致，维也纳为了中和敌对的民族统一主义倾向，应该与所有与其有民族关系的邻国建立紧密的法律约束关系，奥匈帝国北部与塞尔维亚接壤，西部与波斯尼亚和黑塞哥维那接壤，寻求通过与塞尔维亚缔结一系列贸易公约在经济上整合塞尔维亚，并迫使米兰一世签署一项全面的双边政治条约。1881年6月，塞尔维亚的米兰一世和奥匈帝国缔结了一项秘密公约，实际上把塞尔维亚变成了奥匈帝国的附属国。反过来，俄罗斯在19世纪80年代加强了对黑山的追求。黑山大公尼古拉一世是圣彼得堡的常客，并于1889年被亚历山大三世授予俄罗斯帝国的最高勋章。
塞尔维亚人民激进党是由著名的亲俄主义者尼古拉·帕希奇于1881年创立的，并于1891年获得议会多数席位。该党寻求摆脱奥匈帝国的依赖。塞尔维亚在1885年与保加利亚的战争中战败，保加利亚的统一得到了国际承认。与此同时，塞尔维亚和奥匈帝国之间的紧张关系加剧。塞尔维亚企图建立一个南斯拉夫国家，这使奥匈帝国担心奥匈帝国可能遭到毁灭。另一方面，俄罗斯对保加利亚越来越失望，因为来自德国的统治者亚历山大一世和1887年以来的斐迪南一世所推行的政策遭到了俄罗斯的反对。1897年，奥地利皇帝弗朗茨·约瑟夫访问了圣彼得堡，并与俄罗斯的尼古拉二世举行了会谈，这标志着两个帝国之间达成了一项秘密协议，以尊重并寻求维持巴尔干半岛的现状，这与维也纳阻止一个斯拉夫大国在该地区出现的努力是一致的。1901年在科索沃对塞尔维亚人的屠杀导致了奥匈帝国和塞尔维亚之间的外交冲突，奥匈帝国支持阿尔巴尼亚人，俄罗斯则支持塞尔维亚。
塞尔维亚国王亚历山大一世在1903年的一次政变中被暗杀，奥布雷诺维奇王朝灭亡，亲俄的卡拉乔杰维奇王朝回归。国王彼得一世领导下的尼古拉·帕希奇的新政府使塞尔维亚重新转向俄罗斯。塞尔维亚在与奥匈帝国的经济猪战中得到了俄罗斯的支持。1908年，奥匈帝国吞并了波斯尼亚和黑塞哥维那，俄罗斯没有干预波斯尼亚危机。“国防”组织是在吞并后成立的，旨在从奥匈帝国的统治下解放塞尔维亚领土。

### 第一次世界大战

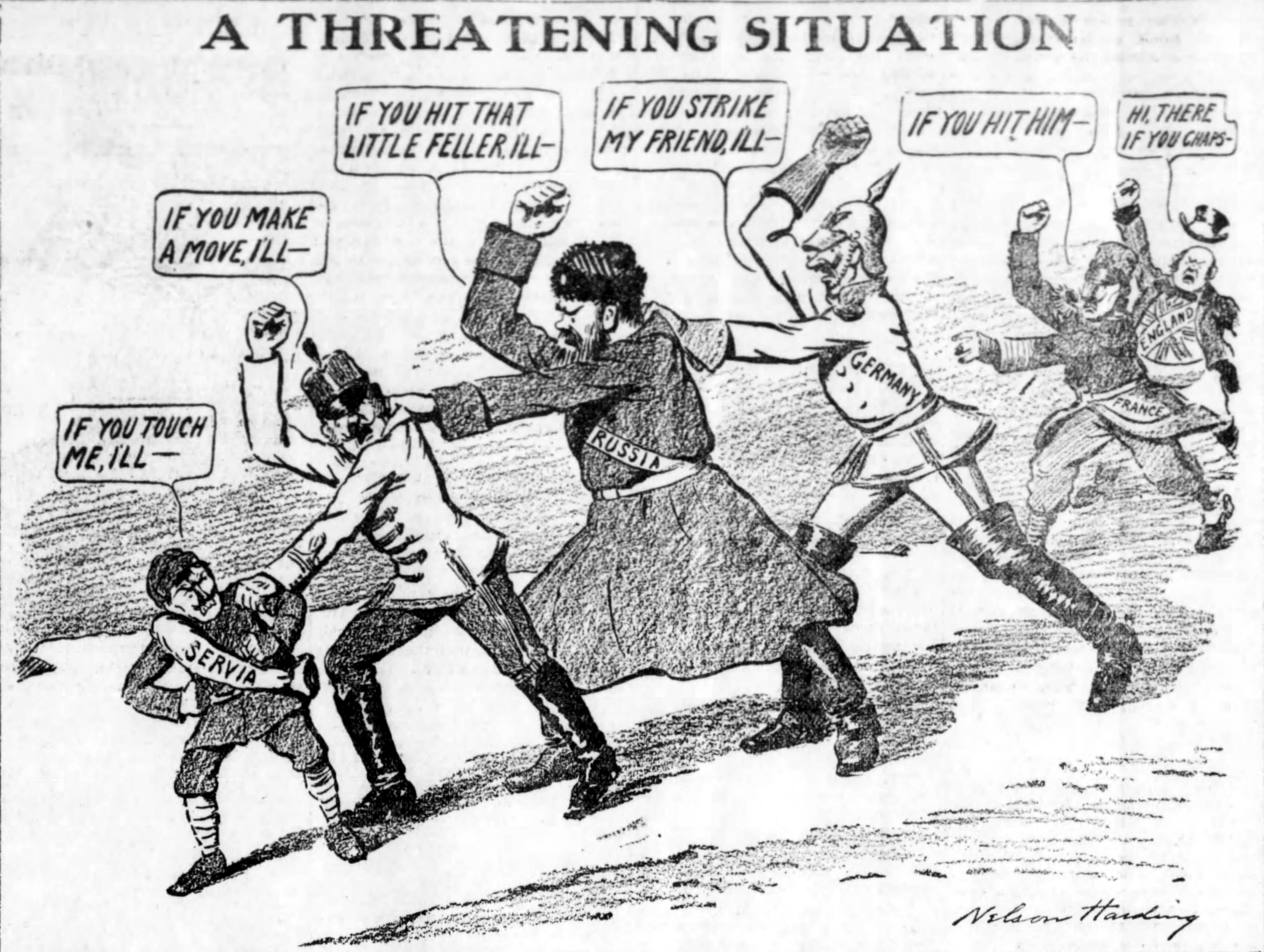
1914年7月的美国漫画《威胁局势》中写道:“如果奥地利进攻塞尔维亚，俄国将攻击奥地利，德国将攻击俄国，法国和英国将攻击德国。”

导致第一次世界大战爆发的因素之一是塞尔维亚王国和俄罗斯帝国之间密切的双边关系。虽然俄罗斯和塞尔维亚并没有正式结盟，但俄罗斯公开寻求在塞尔维亚的政治和宗教影响力。1914年5月，塞尔维亚的政治分化为两个派别，一个由总理尼古拉·帕希奇领导，另一个由激进的民族主义军事情报负责人德拉古丁·迪米特里耶维奇上校领导，他的代号为Apis。在那个月，由于德拉古丁·迪米特里耶维奇上校的阴谋，彼得国王解散了尼古拉·帕希奇的政府，但是俄罗斯驻贝尔格莱德的大臣介入，恢复了尼古拉·帕希奇的政府。尼古拉·帕希奇，尽管他经常在公开场合发言，但他知道塞尔维亚濒临破产，而且在巴尔干战争和科索沃镇压阿尔巴尼亚叛乱中遭受重大伤亡后，亟需和平。由于俄罗斯也支持巴尔干半岛的和平，在俄罗斯看来，让帕希奇继续掌权是可取的。然而，弗朗茨·斐迪南大公的暗杀导致奥匈帝国在7月危机期间对塞尔维亚宣战。俄罗斯在7月下旬动员了其武装力量，表面上是为了保卫塞尔维亚，但同时也是为了保持其作为一个大国的地位，在巴尔干地区获得影响力，威慑奥匈帝国和德国。这导致德国在8月1日对俄罗斯宣战，最终将局部冲突扩大为一场世界大战。

### 战间期及俄国移民
1917年11月俄国革命后几个月，俄国内战爆发，一小部分来自南斯拉夫的雇佣兵为俄国白军和布尔什维克军而战。内战在1922年布尔什维克胜利后结束，南斯拉夫王国和苏联之间的关系仍然很冷淡。直到1940年6月，南斯拉夫王国才正式承认苏联并建立外交关系，成为最后一个这样做的欧洲国家之一。

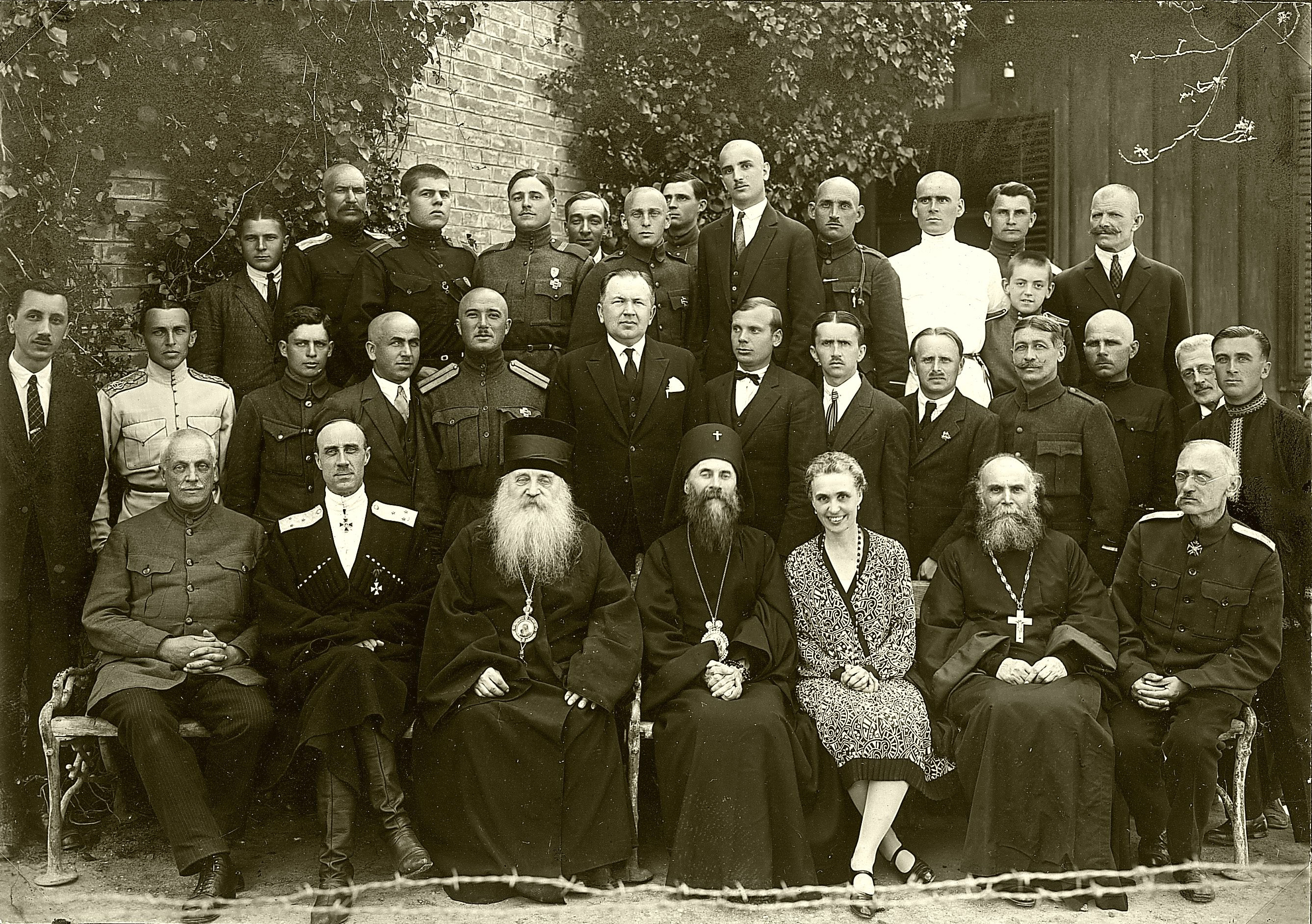
1927年4月复活节，在贝尔格莱德的彼得·尼古拉耶维奇·弗兰格尔将军（左二）和安东尼·赫拉波维茨基（左三）

自1920年以来，南斯拉夫王国的政府欢迎了数万名反布尔什维克的俄罗斯难民，主要是那些在1920年11月彼得·弗兰格尔将军领导下的俄罗斯军队在克里米亚最终失败后逃离的难民。政府解释说，它的好客是为了偿还塞尔维亚欠俄罗斯的债务，后者在一战爆发时干预塞尔维亚。南斯拉夫王国成了40000名俄罗斯帝国流亡者的家园。1921年，在塞尔维亚牧主迪米特里耶的邀请下，流亡中的俄罗斯教会的领导从君士坦丁堡转移到塞尔维亚，并于1922年9月在卡尔洛夫奇（直到1920年，被废除的卡尔洛夫奇牧主的所在地）立了一个事实上独立的教会管理机构，几年后被设立为俄罗斯以外的俄罗斯东正教会。流亡的俄罗斯神职人员对教堂的虔诚和奉献被塞尔维亚的教会人士奉为榜样。该教会的领袖安东尼·赫拉波维茨基被广泛认为是所有俄罗斯流亡者的精神领袖，直到1936年去世。塞尔维亚牧首瓦尔纳瓦成为南斯拉夫俄罗斯流亡人士的坚定捍卫者和提倡者，并对皇家法院和政府施加持续的压力，以阻止南斯拉夫和苏联之间的任何和解和建立外交关系。南斯拉夫王国的俄罗斯人实际上在许多方面处于有利地位，因为他们得到了卡拉乔杰维奇王朝的支持和保护。
在彼得·弗兰格尔将军指挥下的俄罗斯军人部分被征召加入南斯拉夫的边境警卫部队，并部署在该国的东南部和后来的西北部边境。1922年4月通过的一项废除边境警卫部队的法律终止了这项服务。在1923-1924年期间，弗兰格尔的手下签订了一份合同，要在克拉列沃和拉什卡之间修建一条公路。

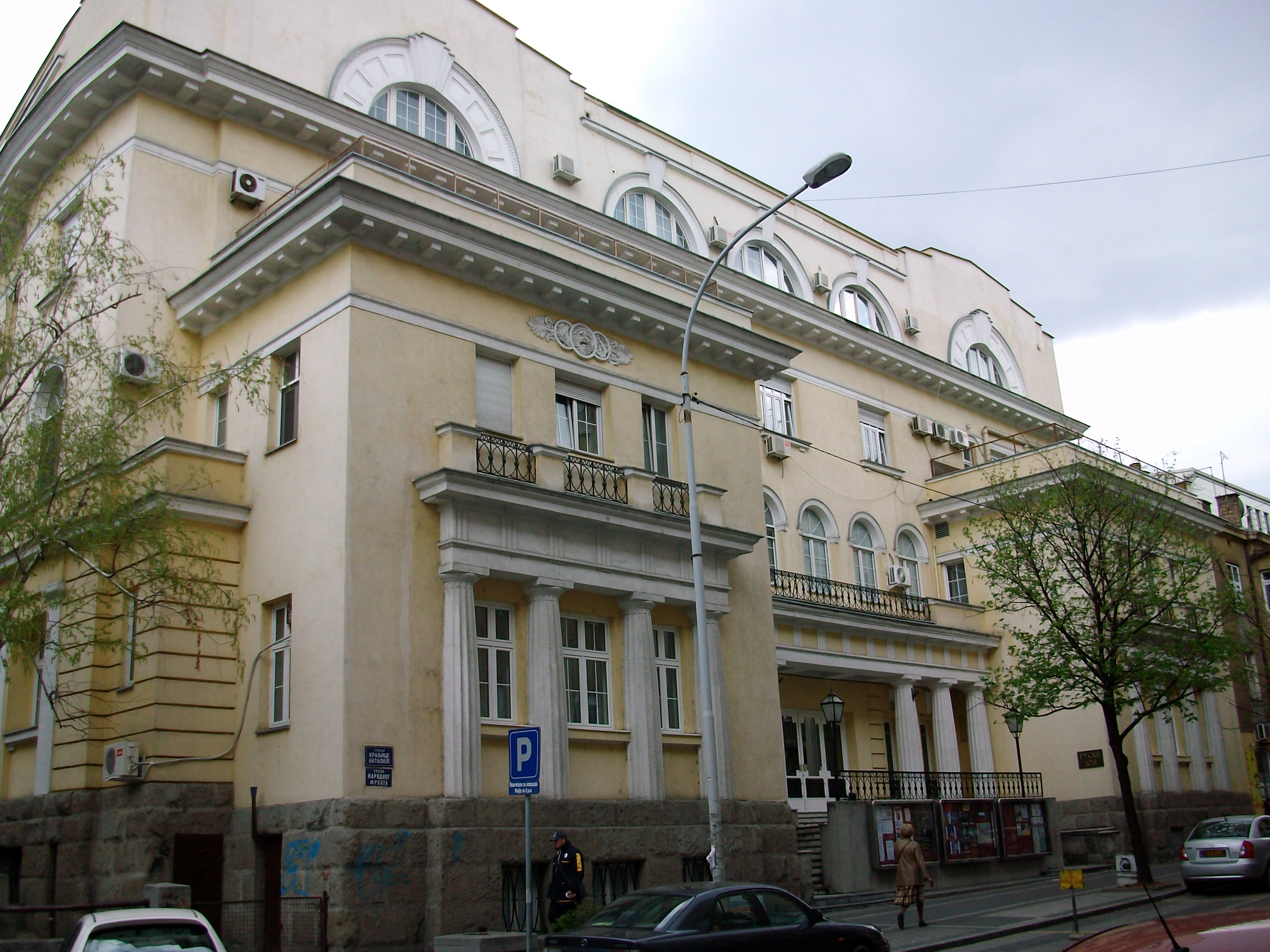
俄罗斯之家于1933年在贝尔格莱德开放

在1922年春天的热那亚会议上，苏联代表团和南斯拉夫王国代表团因为黑山代表团的缺席发生了争吵，两国外长在会议间隙进行了会晤。双方达成了一项形式上的协议，即王国政府将阻止俄罗斯流亡者在其领土上的进一步活动。尽管如此，俄罗斯的移民活动仍在快速进行：多个俄罗斯军官协会在南斯拉夫成立，1924年，由俄罗斯最资深的将领爱德华·埃克和乔治·罗萨里翁·索沙尔斯基领导的保护伞委员会统一了南斯拉夫的俄罗斯人流亡组织。1924年，一个完全由弗兰格尔的人组成的骑兵旅在俄罗斯将军谢尔盖·乌拉盖的指挥下成立，目的是推翻阿尔巴尼亚亲苏联东正教领袖范·诺利，后者于当年6月夺权，并重新扶植穆斯林国王索古一世，该行动于当年12月实施。1924年9月1日，彼得·弗兰格尔将军成立了俄罗斯全军事联盟，直到1927年总部设在斯雷姆斯基卡尔洛夫奇，这是一个旨在团结俄罗斯以外的所有俄罗斯军官的全球性组织。根据UDBA 1955年编纂的解密研究报告所载的数据，1934年，该组织在南斯拉夫的成员总数为25.000人。南斯拉夫第四部成立，总部设在贝尔格莱德，直到1933年由爱德华·埃克将军领导。第四部经常同南斯拉夫的陆军和海军部联络。
苏联情报机构从20世纪30年代初就开始努力在南斯拉夫招募特工，包括从白人移民中招募特工，如利尼德·里尼茨基，他于1935年被南斯拉夫警方曝光并逮捕。
1938年，苏联政府发起了一场计划政变，旨在推翻捷克斯洛伐克总统的爱德华·贝奈斯所憎恨的米兰·斯托亚迪诺维奇政府，并建立一个反德军事政权。苏联情报官员彼得·祖博夫获得20万美元现金，这是捷克提供挑选来执行政变的塞尔维亚军官的资金。但是这个计划失败了，因为祖博夫在判断塞尔维亚军官不适合执行任务后，拒绝预付款项。

### 二战及苏联的影响
当南斯拉夫仍然是君主政体时，南斯拉夫的共产主义元素在国民议会中保留了一些影响（1920年12月，政府禁止所有共产主义活动）。南斯拉夫共产党人和苏联官员之间的关系得到了发展。然而，最初的关系仍然紧张。例如，1937年，斯大林在“大清洗”期间在莫斯科杀害了南斯拉夫共产主义者联盟秘书长米兰·高基奇。

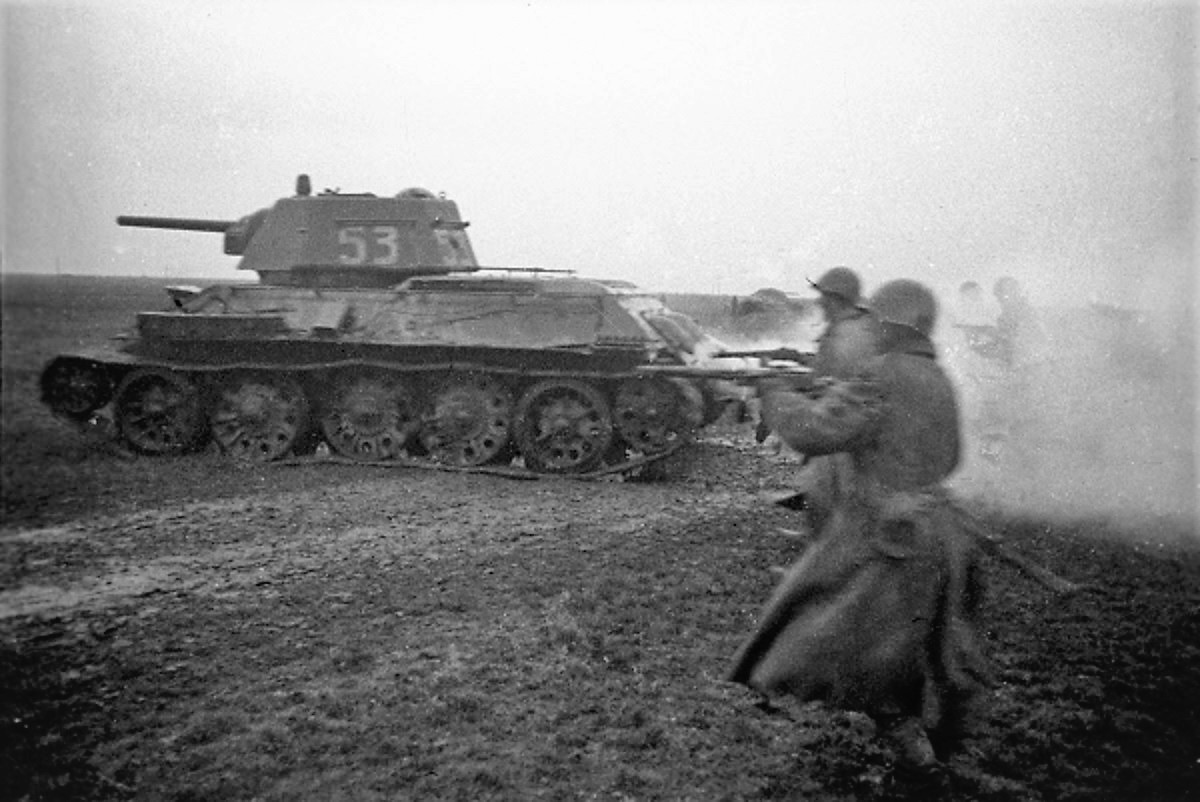
贝尔格莱德攻势期间乌克兰第3方面军的部队（1944年）

1940年6月底，苏联第一任驻南斯拉夫大使维克托·普罗特尼科夫被任命。
1941年3月，针对南斯拉夫亲德政府的政变虽然主要由英国支持，但同时也得到了苏联情报机构格乌和内务人民委员部的积极支持，这些情报机构遵循斯大林的指示，目的是加强苏联在巴尔干半岛的战略地位。1941年4月5日，新的南斯拉夫政府和苏联签署了《友好和不侵略条约》，该条约没有承诺双方在发生侵略时提供军事援助。
据苏联将军帕维尔·苏多普拉托夫的说法，1941年4月，希特勒对政变″做出了迅速有效的反应″，苏联领导层对南斯拉夫的立即失败感到震惊。
1941年5月8日，苏联正式断绝了与南斯拉夫的关系，但实际上在那之前就已经这样做了。
德国在1941年6月22日攻击苏联后，苏联开始协助铁托领导的共产主义游击队的军事行动。从1944年秋起，红军正规军直接与游击队合作作战，特别是在今天塞尔维亚的领土上。在这些苏联士兵在塞尔维亚境内作战的战役中，最引人注目的是贝尔格莱德攻势。
俄罗斯全军事联盟第四部门是俄罗斯全军事联盟中唯一一个决定站在德国一边对抗苏联的区域分支，俄罗斯全军事联盟参与了1941年9月在塞尔维亚成立的俄罗斯保护兵团（德語：Russisches Schutzkorps Serbien）。俄罗斯保护兵团忙于守卫重要地点，并与铁托领导的共产主义游击队作战。俄军负责守卫重要地点，并与铁托领导的共产主义游击队作战。

### 社会主义南斯拉夫和苏联
| 苏联 | 南斯拉夫社会主义联邦共和国 |
| ---- | -------------------------- |

1945年5月战争结束后，国王彼得二世被禁止返回南斯拉夫;1945年11月，他被南斯拉夫共产主义制宪会议正式罢免，国家重组为共和国，并更名为南斯拉夫联邦人民共和国。最初，约瑟夫·布罗兹·铁托领导下的南斯拉夫共产主义政权是忠于约瑟夫·斯大林的克里姆林宫的。后者希望南斯拉夫成为苏联领导的共产主义国家集团的一员。然而，铁托最终拒绝了斯大林的压力，并在20世纪50年代成为不结盟运动的创始人之一。不结盟运动被认为是第三条道路，既不加入美国领导的北约，也不加入莫斯科主导的华沙条约组织。
早在1945年4月11日，苏联就同约瑟普·铁托缔结了一项友好条约，铁托代表南斯拉夫摄政王委员会签署了条约。

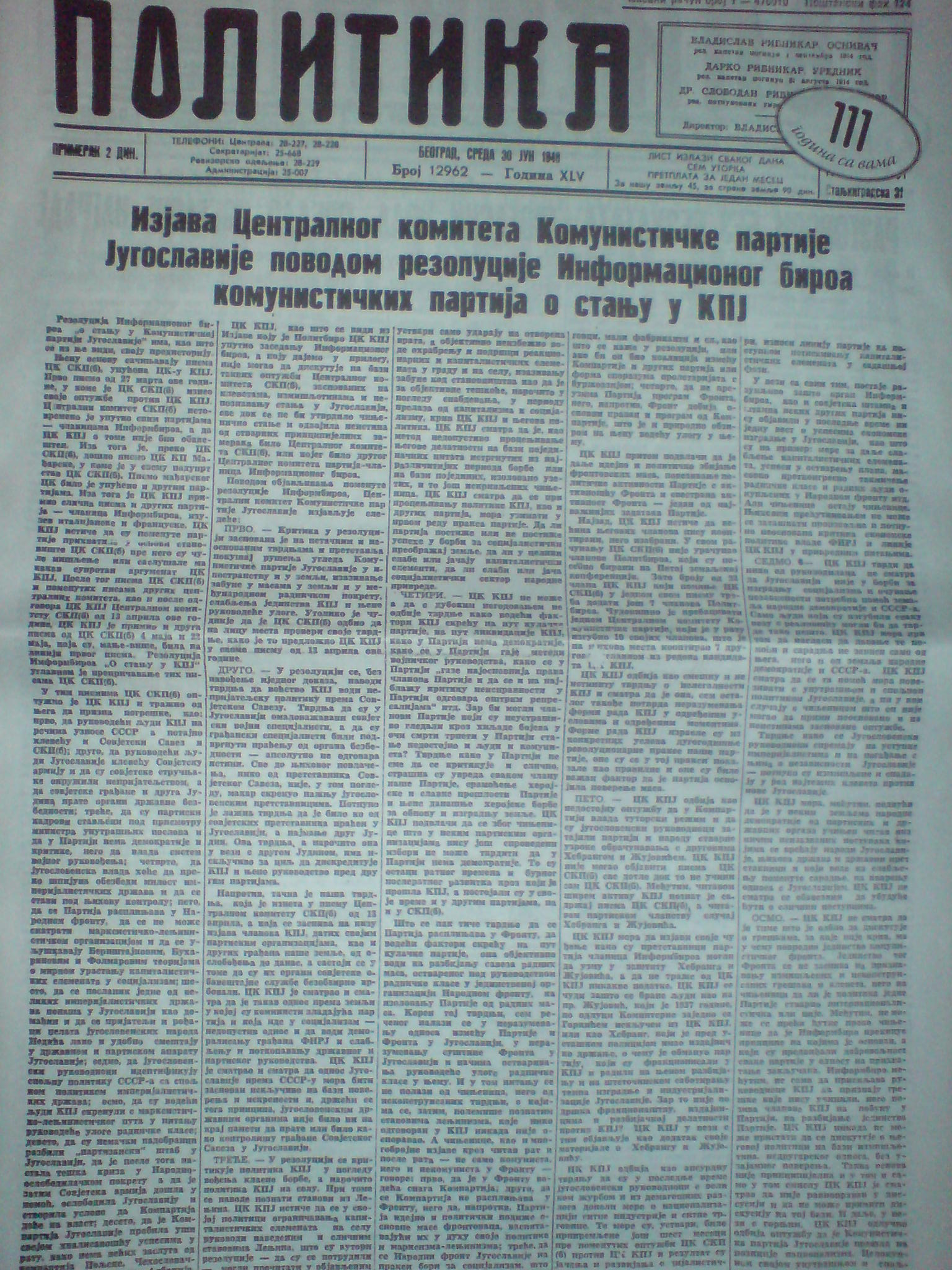
南斯拉夫共产党在政治上对南斯拉夫被驱逐的反应

战争结束后的头两年，南斯拉夫与苏联领导人之间的关系（在此期间旨在满足苏联在欧洲的西方盟国的要求）在一些问题上并非完全没有分歧，例如南斯拉夫的领土要求 意大利的里雅斯特自由领地和奥地利克恩顿州的一部分，由卡林斯斯洛文斯人居住，铁托努力在整个巴尔干地区发挥领导作用，以及斯大林不愿在希腊内战中果断地支持希腊共产党，但是南斯拉夫，保加利亚和阿尔巴尼亚支持。1948年初，两国关系急剧恶化。1948年6月，铁托没有参加第二次情报会议。情报会议是1947年9月由苏联倡议成立的，是苏联、保加利亚、匈牙利、波兰、意大利、法国、捷克斯洛伐克、罗马尼亚和南斯拉夫的共产党的协调机构。这次会议根据南斯拉夫民主联盟的动议，主要讨论南斯拉夫共产党的局势。1948年6月28日，其他成员国通过了一项决议，指出“最近南斯拉夫共产党的领导层在主要的国内外政策问题上采取了错误的路线，背离了马克思列宁主义”。决议的结语是：“南斯拉夫共产党中央委员会已将自己和南斯拉夫党置于共产主义兄弟党的家庭之外，置于共产主义统一战线之外，因此也置于情报会议的行列之外。”莫斯科认为，一旦铁托失去了苏联的认可，他就会垮台。这种驱逐有效地将南斯拉夫驱逐出了国际社会主义国家联盟，而东欧其他社会主义国家随后也对所谓的“铁托派”进行了清洗。斯大林把这件事看得很重，曾多次企图暗杀铁托，但都没有成功。
第二年，危机几乎升级为一场武装冲突，因为匈牙利和苏联军队在南斯拉夫北部边境集结。1949年5月20日，南斯拉夫外交部正式抗议苏联对一群南斯拉夫公民的支持，这些公民于4月初在莫斯科成立了一个委员会，促进“反对南斯拉夫的不友好活动”（南斯拉夫外交部1949年5月23日的说明）。苏联于1949年5月31日作出的答复声称，苏联有权向“南斯拉夫革命移民″”提供庇护，并声明南斯拉夫政府″已经丧失了期待苏联给予友好态度″的权利，因为它已经在南斯拉夫建立了″反共反民主的恐怖主义政权″，并与苏联进行斗争。1949年11月，共产党和工人党情报局通过了关于南斯拉夫共产党的另一项决议，该决议称南斯拉夫共产党被一群“杀人犯和间谍”劫持，并宣布打击“铁托团伙”是所有共产主义和工人党的责任。
斯大林死后，两国关系开始正常化，1955年6月签署的《贝尔格莱德宣言》明确废除了斯大林对南斯拉夫的政策。然而，南斯拉夫联邦共和国从未加入苏联领导的社会主义国家政治和军事集团，仍然是不结盟运动的主要成员之一，不结盟运动是一个在冷战中寻求中立的国家集团。然而，南斯拉夫政府允许苏联空军在埃及上空飞行，允许苏联在六日战争和赎罪日战争期间向埃及派遣顾问、武器和部队。苏联和南斯拉夫联邦共和国之间的经济和文化联系一直发展到1980年代末。

### 1991年至2000年
南斯拉夫解体和苏联解体几乎是同时发生的。整个20世纪90年代，南斯拉夫受到西方世界制裁的沉重打击。与此同时，俄罗斯正在经历痛苦的结构改革，伴随着经济产量的稳步下降，直到1999年。两国关系在很大程度上一直被忽视，直到1999年春天。
1998年，科索沃战争爆发，随后南斯拉夫与西方国家关系破裂，北约轰炸南斯拉夫，遭到俄罗斯的强烈谴责。1999年3月，俄罗斯总统叶利钦将北约对拥有主权的南斯拉夫的军事行动描述为″公开侵略″。俄罗斯在联合国谴责北约，并支持北约对塞尔维亚的空袭是非法军事行动的声明。据称，来自俄罗斯的志愿者和雇佣兵大量前往科索沃，与科索沃解放军作战，并抵抗北约的行动，使北约的行动复杂化。轰炸发生时，塞尔维亚政治团队中出现了一种亲俄的论调，当时斯洛博丹·米洛舍维奇的兄弟、南斯拉夫驻莫斯科大使博里斯拉夫·米洛舍维奇提议南斯拉夫联邦共和国可以加入由白俄罗斯和俄罗斯组成的联邦国。

### 2000年至今

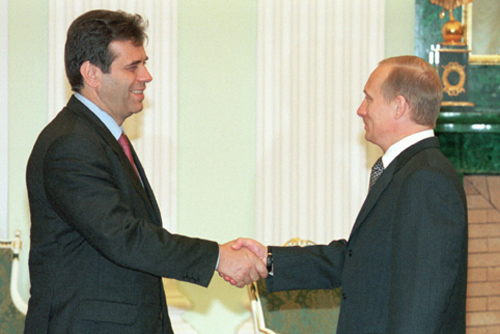
南斯拉夫总统沃伊斯拉夫·科什图尼察和俄罗斯总统弗拉基米尔·普京，2000年在莫斯科

2000年初，在北约轰炸南斯拉夫几个月后，弗拉基米尔·普京成为俄罗斯的总统，两国关系开始升温。在斯洛博丹·米洛舍维奇被推翻后，南斯拉夫的新总统沃伊斯拉夫·科什图尼察于2000年10月访问了普京。
2008年1月，莫斯科和贝尔格莱德达成了一项重大协议，到2008年底，塞尔维亚石油和天然气公司51%的股份转让给俄罗斯天然气工业股份公司，交换条件是4亿欧元和5.5亿欧元的投资。后来，俄罗斯天然气工业股份公司将其在塞尔维亚石油和天然气公司的股份增加到56.5%。
2012年4月，时任塞尔维亚副总理兼内政部长的伊维察·达契奇和俄罗斯紧急情况部副部长弗拉基米尔·普赫科夫在尼什开设了俄罗斯-塞尔维亚人道主义中心，这是一个政府间非营利组织。虽然塞尔维亚与北约有密切的军事合作（塞尔维亚与美国的军事合作比与俄罗斯的大得多），并且在2016年初塞尔维亚议会批准了一项协议，允许北约人员在塞尔维亚领土内自由行动和外交豁免权，但塞尔维亚政府拒绝给予尼什的俄罗斯-塞尔维亚人道主义中心类似的地位。

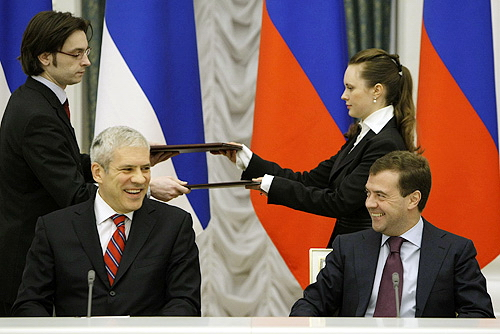
2009年，塞尔维亚总统鲍里斯·塔迪奇，俄罗斯总统梅德韦杰夫在贝尔格莱德

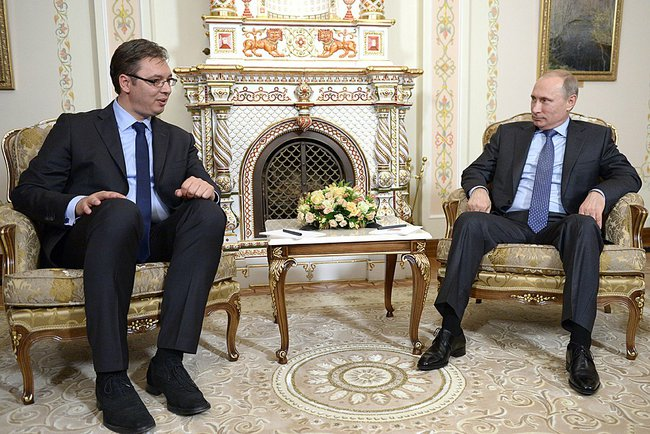
亚历山大·武契奇，塞尔维亚总理，俄罗斯总统弗拉基米尔·普京，2014年在莫斯科

塞尔维亚总统亚历山大·武契奇于2017年12月访问俄罗斯，被誉为“数十年关系停滞”的象征性结束。2019年11月，塞尔维亚安全部门披露了俄罗斯情报人员会见塞尔维亚军队官员并向其提供资金的活动。

## 科索沃问题
俄罗斯支持塞尔维亚在科索沃问题上的立场。普京说，任何支持科索沃单方面宣布独立的行为都是不道德和非法的。他形容几个世界大国承认科索沃单方面宣布独立是“一个可怕的先例”，“打破了整个国际关系体系”，这个体系已经“发展了几个世纪”，而且“毫无疑问，它可能会给世界其他地区带来一系列不可预测的后果”，这些后果将会“打在西方的脸上”。声明发表后，俄罗斯当选总统梅德韦杰夫在对塞尔维亚进行正式国事访问期间，重申了对塞尔维亚及其在科索沃问题上立场的支持。
俄罗斯还表示，2008年3月西藏发生的骚乱与一些国家承认塞尔维亚分离省份科索沃的独立有关。俄罗斯外交部长拉夫罗夫在接受一家俄罗斯报纸采访时，还把要求马其顿的阿尔巴尼亚族获得更大自治权的要求与科索沃问题联系起来。拉夫罗夫说:“有理由认为这不是偶然发生的。你可以看到西藏正在发生的事情，那里的分裂分子是如何行动的。马其顿的阿尔巴尼亚人已经要求一定程度的自治，这是迈向独立的明确一步。此外，世界其他地区发生的事件使我们有理由认为我们只是在一个非常不稳定的进程的开端”。
2008年3月23日，普京下令对科索沃塞族飞地进行紧急人道主义援助。科索沃总理塔奇反对俄罗斯向科索沃塞族人提供援助的计划。他说，只有在与普里什蒂纳政府达成一致并进行协调的情况下，俄罗斯才能提供援助。
7月15日，俄罗斯总统梅德韦杰夫在一次重要的外交政策演讲中表示:“对于欧盟来说，科索沃几乎相当于伊拉克对于美国的意义....这是破坏国际法的最新例子”。
2009年5月29日，俄罗斯总统梅德韦杰夫将塞尔维亚描述为俄罗斯在东南欧的“关键伙伴”，并宣布“我们打算继续协调我们的外国警察在未来的行动，包括与解决科索沃问题有关的行动”。
俄罗斯驻塞尔维亚大使亚历山大·科努辛2009年6月对贝尔格莱德的一家日报说:“俄罗斯的立场很简单——我们准备支持塞尔维亚（在科索沃问题上）采取的任何立场。”
尽管俄罗斯反对科索沃独立，但俄罗斯支持唐纳德·特朗普斡旋的2020年科索沃和塞尔维亚之间的正常化协议。

## 经济关系

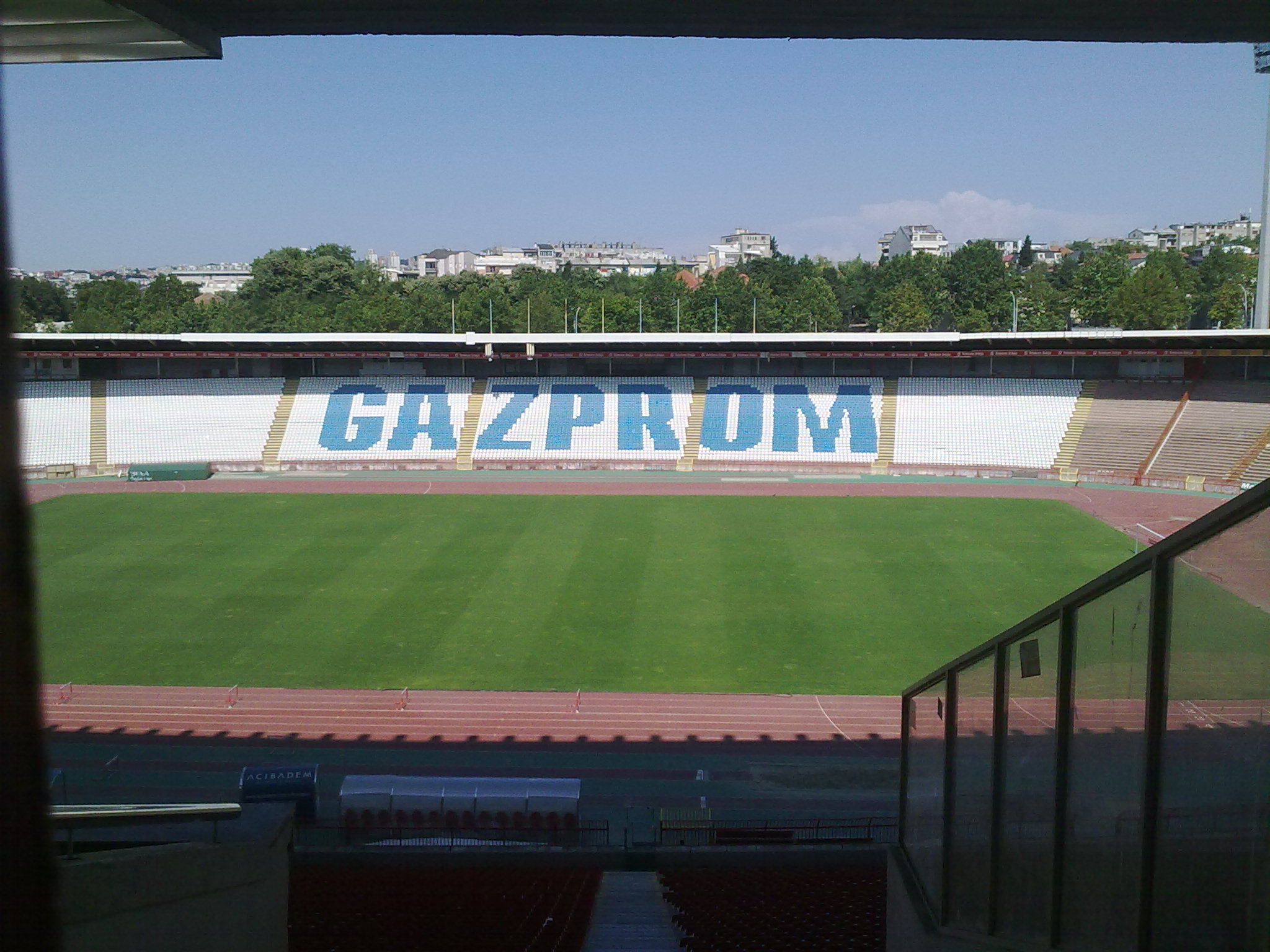
俄罗斯天然气工业股份公司在贝尔格莱德的红星体育场签约

### 贸易
2016年，俄罗斯和塞尔维亚之间的贸易总额为16.57亿美元，比2015年增长了1.32%；俄罗斯对塞尔维亚出口总额为7.702亿美元，同比下降9.34%；俄罗斯从塞尔维亚的进口额为8.868亿美元，增长12.84%。
2017年，俄罗斯对塞尔维亚出口的70%是碳氢化合物，天然气是主要出口项目。从2013年到2016年，俄罗斯对塞尔维亚的天然气出口从20亿立方米下降到17亿立方米。2013年，俄罗斯天然气工业股份公司为塞尔维亚的天然气出口价格提供13%的折扣，有效期至2021年。
2017年12月，俄罗斯取消了塞尔维亚只在国内市场消费其天然气的要求，从而允许塞尔维亚重新出口燃料。12月18日发布的一份俄罗斯政府文件修订了2012年至2021年的天然气供应合同，合同规定每年供应50亿立方米。

### 企业
塞尔维亚表现最好的公司塞尔维亚天然气公司由俄罗斯天然气工业股份公司持有多数股权，后者是政府控制的俄罗斯天然气工业股份公司的子公司。

### 旅行
自2008年以来，俄罗斯和塞尔维亚对来往于两国之间的旅客都实行了免签政策。

## 军事合作

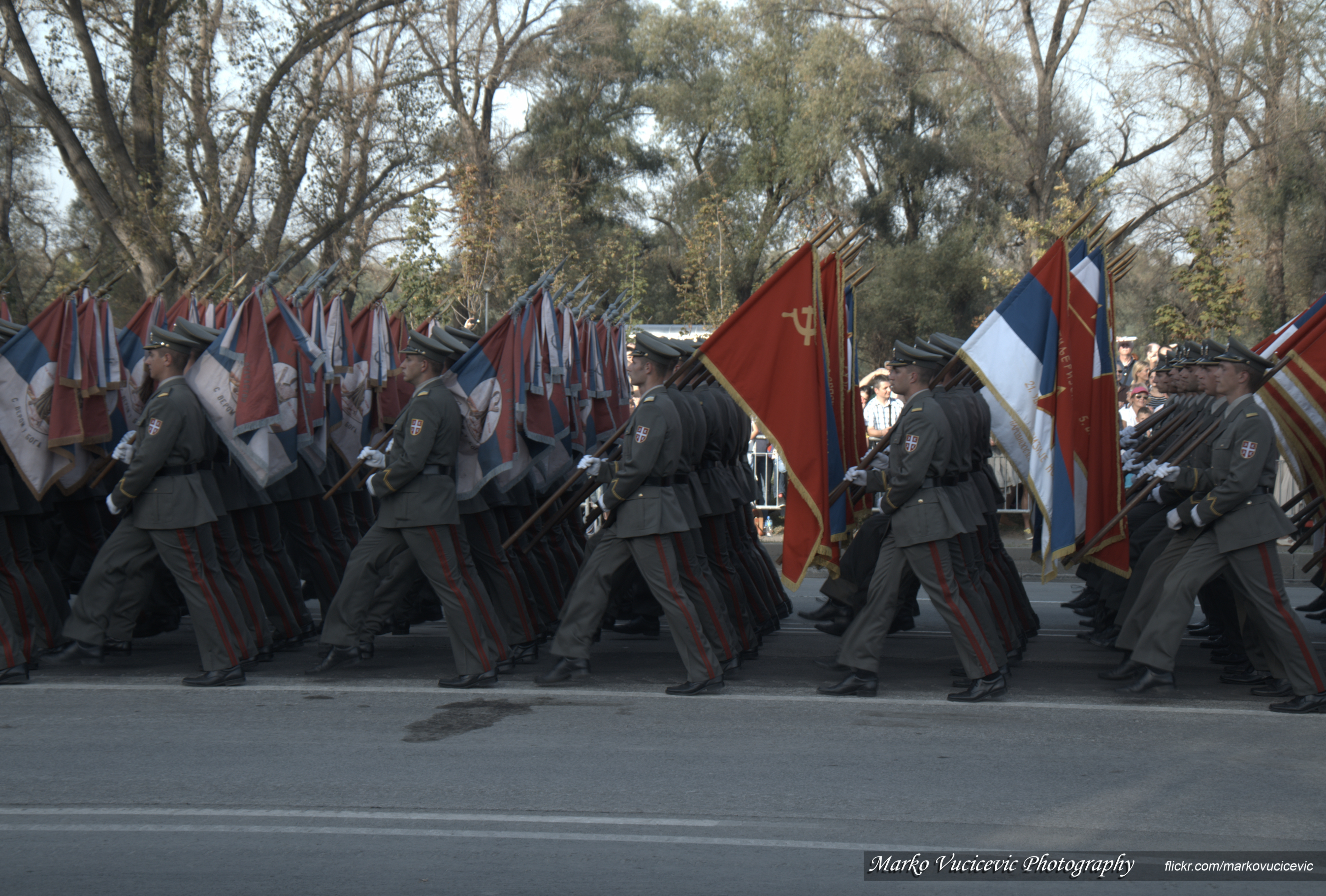
2014年，塞尔维亚和俄罗斯在贝尔格莱德举行联合阅兵式，纪念贝尔格莱德攻势70周年

自前苏联-南斯拉夫时期以来，塞尔维亚武装部队及其武器工业一直依赖苏联/俄罗斯的技术。
2016年6月，塞尔维亚以2500万欧元购买了两架俄罗斯Mi17多功能直升机。
2016年12月，两国签署了一项军事技术援助协议，允许塞尔维亚接收6架米格-29战斗机、30辆现代化T-72主战坦克和30辆BRDM-2装甲车作为礼物。战斗机于2017年10月交付，装甲车辆预计将于2018年交付。
2018年，俄罗斯向塞尔维亚和南奥塞梯提供了3公斤无线电电子枪和固定无线电电子装置。
塞尔维亚参加了被称为“斯拉夫兄弟”的俄罗斯-白俄罗斯-塞尔维亚军事演习，并且也被提供了Chaborz M-3战斗车。2019年初签署了3份武器合同。

## 教育
南斯拉夫和俄罗斯联邦于1995年7月19日签署了《文化、教育、科学和体育领域合作协定》。在此基础上，双方于2001年12月签署了2002 - 2004年教育、科学和文化领域合作计划。俄罗斯联邦文化日于2002年在塞尔维亚和黑山举行，塞尔维亚和黑山文化日于2003年在俄罗斯联邦举行。
位于贝尔格莱德的俄罗斯科学文化中心于1933年4月9日开放。该中心的通俗名称是“俄罗斯之家”。

## 人口统计资料
根据人口普查，有3,247名俄罗斯人生活在塞尔维亚（2011年）和3,510名塞尔维亚人生活在俄罗斯（2010年）。在俄罗斯有11043人讲塞尔维亚语，其中有3330人以塞尔维亚语为母语，在塞尔维亚3179人以俄语为母语。根据2015年的数据，在俄罗斯有29499名塞尔维亚公民。根据2013年的数据，塞尔维亚有3290名俄罗斯公民。

## 流行文化

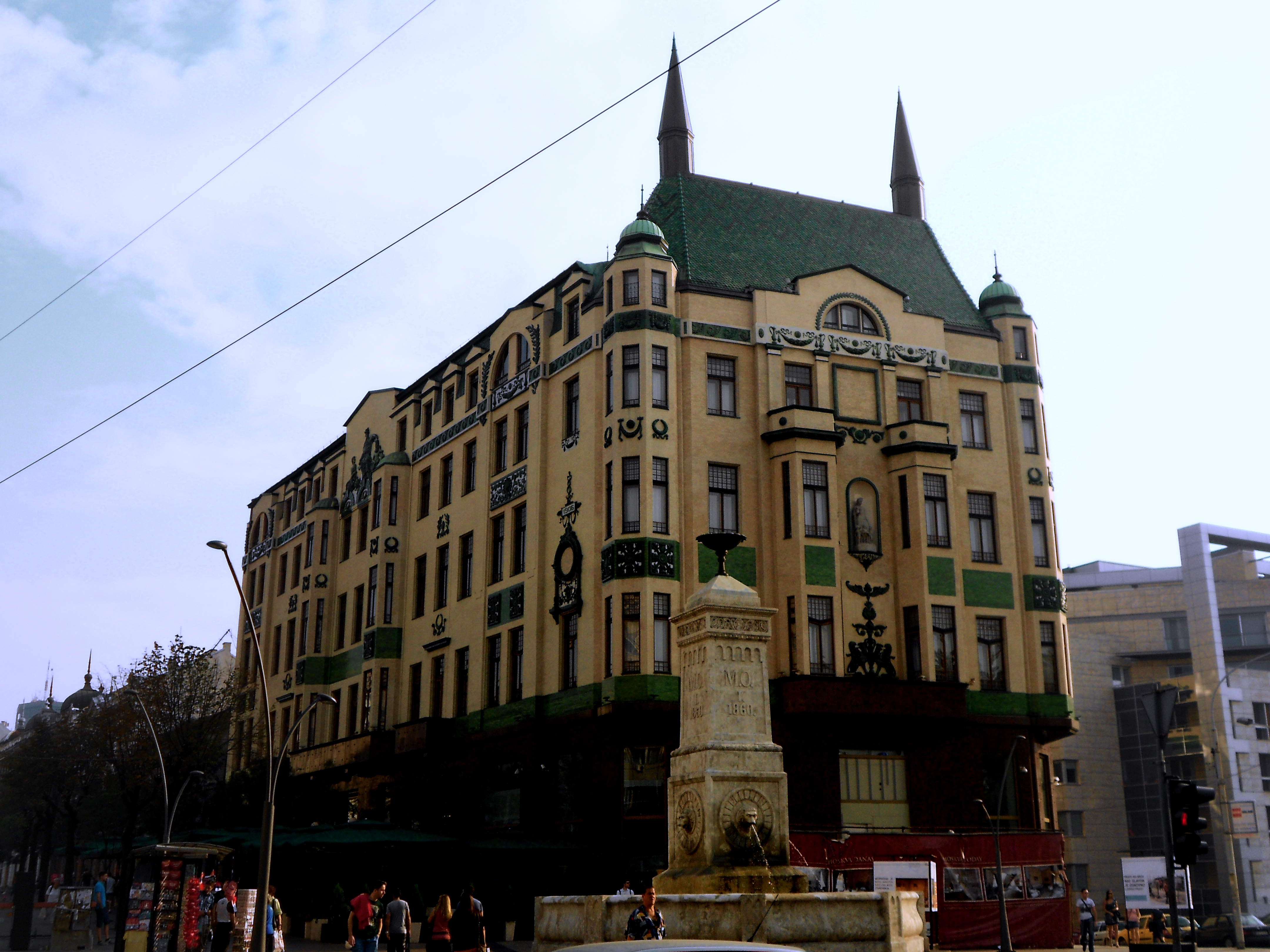
位于贝尔格莱德的莫斯科酒店

莫斯科酒店是贝尔格莱德最成功和最负盛名的酒店之一，以俄罗斯首都命名。卡尔波夫、米哈伊尔·卡拉什尼科夫、马克西姆·高尔基和其他许多俄罗斯知名人士曾在不同场合接受过邀请。